# Проспер Грек
Проспер Грек (мальт. Prosper Grech; 24 грудня 1925 — 30 грудня 2019) — був мальтійським монахом, який співзасновував Патрістичний інститут Августиніан у Римі, який був призначений кардиналом Папою Римським Бенедиктом XVI 18 лютого 2012 року. Він був другим мальтійським членом Колегії кардиналів, починаючи з 1843 року.

## Біографія
Проспер Грек народився 24 грудня 1925 року в Біргу, на Мальті. Навчався у ліцеї. Він взяв ім'я Просперо, коли приєднався до Августинського ордену у 1943 році. Поки Мальта перебувала під облогою під час Другої світової війни, Грек служив навідником у артилерії Королівської Мальти. Він був висвячений на священство в базиліці святого Іоанна Латерана в Римі 25 березня 1950 року.
Грек вивчав філософію в Пріорії Святого Марка, Рабат , Мальта та теологія в коледжі Сент-Моніки, Рим. Він здобув ступінь доктора богослов'я у Григоріанському університеті, у Римі в 1953 році. Отримав ліцентіат у священному писанні у Папському біблійному інституті в Римі у 1954 році. У 1951 році отримав диплом з педагогічної психології в Університеті Фрібургу, Швейцарія. Грек проводив дослідження семітських мов в університетах Оксфорді (1957–58) та Кембриджу (1958–59).

## Навчання
У 1959 році Грек був призначений викладачем в Августинському богословському коледжі, в Рабаті. Він також працював професором Інституту Августина і став Генеральним вікарієм міста Ватикан. До його обов'язків входили одягання Папи Івана XXIII та Папи Павло VI для літургійних функцій. У 1963 році Грек заснував Патристичний інститут Августиніан, приєднаний до Латеранського університету в Римі Він виконував обов'язки президента створеного інститута з 1971 по 1979 рік. Грек був членом Папської теологічної академії в 2003 році і Комісії Папської біблійної бібліотеки у 2004 році.
Грек читав лекції про герменевтику понад тридцять років у Папському біблійному інституті в Римі. Він був консультантом Конгрегації доктрини віри у 1984 році та від імені конгрегації поїхав до Індії як апостольський гість семінарій у 1998 році. Проспер Грех є автором різних статей та публікацій. Він презентував лекції з Біблії, герменевтики та патристики.

## Відзнаки
- 13 грудня 2011 року — Проспер Грек був нагороджений Національним орденом за заслуги Республіки Мальта.

## Кардинал
Папа Римський Бенедикт XVI проголосив кардиналом Грека 18 лютого 2012 року.
Оскільки канонічне право вимагає, щоб кардинали були єпископами, якщо вони не отримали спеціальних розпоряджень. Грек був освячений єпископом 8 лютого 2012 року Павлом Кремоною, архієпископом Мальти, та Джузеппе Версальді, Маріо Греком. Проспер Грек стверджував, що Церкві завжди загрожує роз'єднаність: «між ультратрадиціоналістичними екстремістами та надпрогресивними екстремістами, між священиками, що бунтують проти послуху, і тими, хто не визнає знаки часу, завжди буде ризик невеликих розколів, які не тільки шкодять церкві, але йдуть проти волі Божо». Він порушив питання про те, як церковна ієрархія поводилася з кризою сексуального насильства: «Сьогодні багато людей не в змозі повірити в Христа, оскільки його обличчя затьмарене або приховане за інститутом, якому не вистачає прозорості». Грек помер у римській лікарні Санто-Спіріто 30 грудня 2019 року.